# بقصقص
بقصقص (به عربی: بقصقص) یک روستا در سوریه است که در ناحیه مرکزی مصیاف واقع شده‌است. بقصقص ۵۱۴ نفر جمعیت دارد.